# Stephan Hocke
Stephan Hocke (n. 20 octombrie 1983, Suhl, Republica Democrată Germană, Germania) este un săritor cu schiurile ce a reprezentat Germania, medaliat olimpic. A participat la o ediție a Jocurilor Olimpice (2002) în care a câștigat o medalie de aur.

## Participări
Lista de mai jos prezintă principalele competiții la care a participat Stephan Hocke de-a lungul carierei.
- ski jumping at the 2002 Winter Olympics – large hill team[*]